# MicroStation
MicroStation to pakiet programów typu CAD zaprojektowany przez amerykańską firmę Bentley Systems.
Znajdują one zastosowanie przede wszystkim w architekturze, budownictwie, geodezji, GIS, kartografii, mechanice, przemyśle i telekomunikacji. 

## Wsparcie formatów plików
Natywnym formatem Microstation jest DGN choć może także czytać i pisać szereg formatów CAD w tym DWG i DXF, pliki graficzne (JPEG i BMP), animacje (AVI), strony internetowe 3D  VRML i Adobe Systems PDF.
W chwili powstania MicroStation wykorzystywano w inżynierii i architekturze przede wszystkim do tworzenia rysunków konstrukcji. Ze względu na dodanie m.in. funkcji zaawansowanego modelowania, renderingu, ray tracingu i animacji klatką kluczową w kolejnych wersjach, znajduje zastosowanie jako środowisko dla architektury, inżynierii lądowej, kartografii, a także w bardzo specjalistycznych dziedzin jak choćby projektowanie wyposażenia zakładów produkcyjnych.
W 2000 r. Bentley dokonał zmiany w formacie pliku DGN w V8 aby dodać dodatkowe funkcje, takie jak Digital Rights i Design History - możliwość kontroli wersji która umożliwia przywrócenie poprzednich przeglądów albo globalnie, lub przez wybór oraz do lepszego wsparcie importu/eksportu DWG Autodeska. Ponadto format V8 usunął wiele ograniczeń danych z wcześniejszych wersji takich jak ograniczony poziom projektowania i rysowania obszaru.

## Historia wersji programu
| Nazwa                        | Wersja | Data      | Komentarz                                                                            |
| ---------------------------- | ------ | --------- | ------------------------------------------------------------------------------------ |
| MicroStation 1.0             | 1.0    | 1985      | Pierwsze wydanie                                                                     |
| MicroStation 2.0             | 2.0    | II, 1987  | Pierwsza wersja do odczytu-zapisu plików DGN                                         |
| MicroStation 3.0             | 3.0    | XII, 1988 |                                                                                      |
| MicroStation Mac 3.4         | 3.4    | XII, 1989 | Wprowadzenie technologii Motif na PC i wersja na Unixa w 1990                        |
| MicroStation V4              | 4.0    | XII, 1990 | Pierwsza wersja z technologią MDL i Motif GUI                                        |
| MicroStation V5              | 5.0    | X, 1993   | Fotorealistyczny rendering.                                                          |
| MicroStation 95              | 5.5    | XI, 1995  | Wprowadzenie AccuDraw i SmartLine - 32-bit                                           |
| MicroStation SE              | 5.7    | Nov, 1997 | Rolled Image Manager i MicroStation MasterPiece - ostatnie multi-platformowe wydanie |
| MicroStation/J               | 7.0    | XII, 1998 | Modelowanie brył, Java                                                               |
| MicroStation/J V7.1          | 7.1    | XII, 1998 | Sprawdzanie pisowni, ProjectBank klient, wspomaganie Windows 2000                    |
| MicroStation V8              | 8.0    | X, 2001   | Odczyt/zapis plików DWG bez konwersji, nielimitowane warstwy, historia               |
| MicroStation V8.1            | 8.1    | II, 2003  | Podpisy cyfrowe, ochrona plików, nazwane grupy                                       |
| MicroStation V8 2004 Edition | 8.5    | IV, 2004  | Drukowanie do PDF, 3D PDF, eksport do U3D, obiekty ADT                               |
| MicroStation V8 XM Edition   | 8.9    | V, 2006   | Unowocześniony GUI                                                                   |
| MicroStation V8i             | 8.11   | X, 2008   | Moduł GPS, dynamiczne widoki                                                         |